# Мембранная ткань
Мембранная ткань (в повседневной речи иногда называют просто мембрана) — вид ткани, которая благодаря своей особой структуре обладает водоотталкивающими или ветрозащитными свойствами и в то же время пропускает через себя водяной пар.
Мембранная ткань состоит из нескольких слоев: верхний износостойкий слой, нижний мягкий слой. А между ними несколько защитных слоев ткани и мембрана.

## История
Первой промышленной мембранной тканью была Gore-Tex, разработанная для использования в космосе Rowena Taylor, Wilbert L. Gore и его сыном Robert W. Gore. Изначально Gore-Tex была защищена патентом, но после того как срок действия патента истёк, на рынке появились другие виды тканей с похожими свойствами.

## Виды мембранных тканей
- Gore-Tex (производитель W. L. Gore & Associates)
- Laytec (Omni-Tech) (производитель Asahi Chemical)
- Sympatex
- Triple Point Ceramic (производитель Unikita Japan)
- Permia (Microshed)
- Breathe (производитель UCB Chemical)
- Drycoat (производитель MontBell America)
- Windtex (производитель Vagotex Italy)
- Sensortex (производитель Völkl)
- inventex (производитель GLISSADE)
- Pertex

## Использование
Мембранная ткань нашла широкое применение в туристических изделиях: из неё шьют куртки, брюки, делают обувь. Причина успеха этого вида ткани заключается в том, что мембранная ткань позволяет оставаться сухим под дождем, при этом тело не преет из-за недостатка воздуха.